# Ryo Takiya
Ryo Takiya (瀧谷 亮 Takiya Ryo?, nacido el 16 de febrero de 1994 en Kanagawa) es un futbolista japonés que se desempeña como delantero.

## Trayectoria

### Clubes
| Club            | País  | Año         |
| --------------- | ----- | ----------- |
| FC Gifu         | Japón | 2016 - 2017 |
| Kataller Toyama | Japón | 2018 -      |

## Estadística de carrera

### J. League
| Club    | Año   | J. League | J. League | Copa J. League | Copa J. League | Total | Total |
| Club    | Año   | Part.     | Goles     | Part.          | Goles          | Part. | Goles |
| ------- | ----- | --------- | --------- | -------------- | -------------- | ----- | ----- |
| FC Gifu | 2016  | 26        | 4         | -              | -              | 26    | 4     |
| FC Gifu | 2017  | 4         | 0         | -              | -              | 4     | 0     |
| Total   | Total | 30        | 4         | 0              | 0              | 30    | 4     |